# Lalande (cràter)
Lalande és un petit cràter d'impacte de la Lluna que es troba a la part central de la cara visible de la Lluna, a la vora oriental de la Mare Insularum. El cràter està envoltat per una àrea de materials ejectats d'albedo alt que s'estén en un sistema de marques radials amb un radi màxim per sobre de 300 quilòmetres.

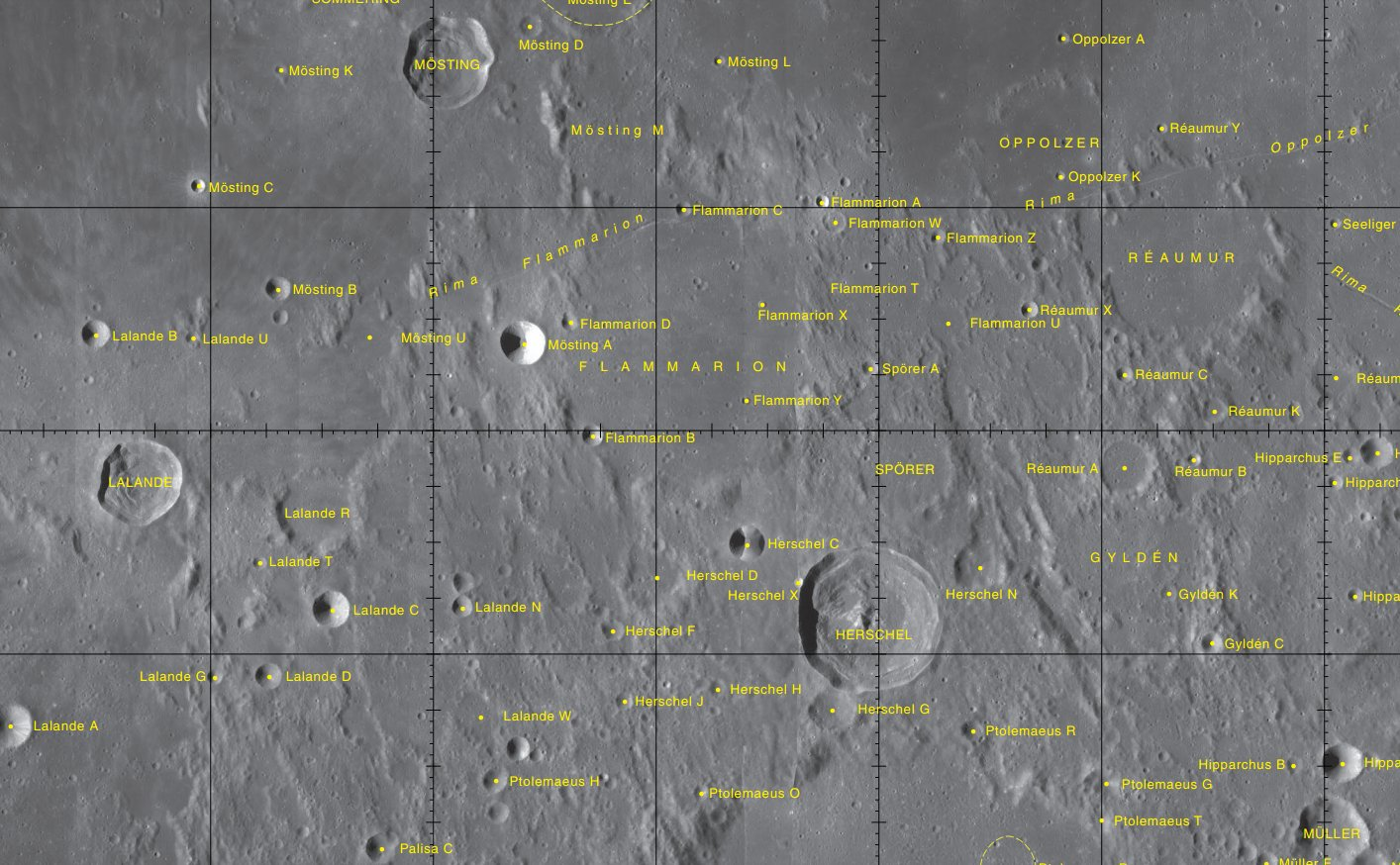
Localització de Lalande (centre esquerra de la imatge)
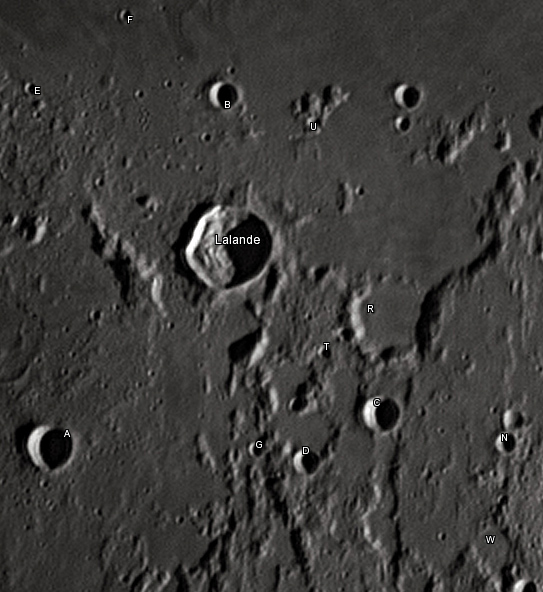
Cràters satèl·lit

La paret interior té un sistema de terrasses, i hi ha una petita elevació al punt central de la plataforma. Aquest cràter s'estima que es podria haver format aproximadament fa uns 2.800 milions d'anys.

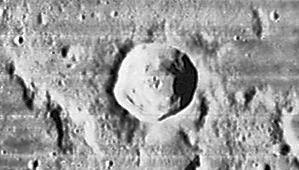
Fotografia de la missió Lunar Orbiter 4
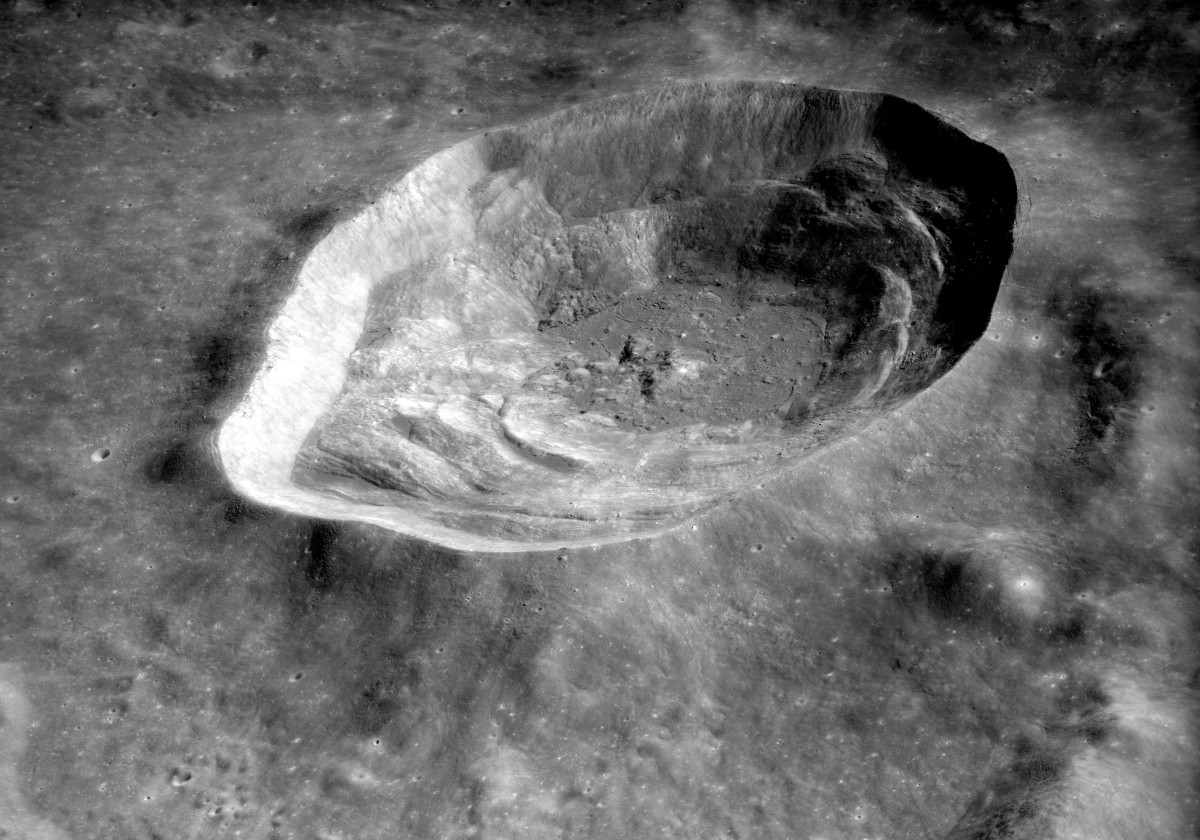
Vista obliqua des de l'Apol·lo 16

El 2002, va ser descobert un meteorit al desert d'Oman per Edwin Gnos de la Universitat de Berna. Aquesta roca, identificada com Sayh al-Uhaymir 169, es creu que es va poder originar a la Lluna, expulsat de la seva superfície durant un impacte ocorregut fa uns 340.000 anys. Els científics ara creuen que la roca procedeix del mantell que envolta Lalande

## Cràters satèl·lit
Per convenció aquests elements són identificats en els mapes lunars posant la lletra en el costat del punt central del cràter que està més proper a Lalande.
| Lalande | Coordenades                        | Diàmetre |
| ------- | ---------------------------------- | -------- |
| A       | 6° 36′ S, 9° 48′ O / 6.6°S,9.8°O   | 13 km    |
| B       | 3° 06′ S, 9° 00′ O / 3.1°S,9.0°O   | 8 km     |
| C       | 5° 36′ S, 6° 54′ O / 5.6°S,6.9°O   | 11 km    |
| D       | 6° 06′ S, 7° 30′ O / 6.1°S,7.5°O   | 8 km     |
| E       | 3° 24′ S, 10° 42′ O / 3.4°S,10.7°O | 4 km     |
| F       | 2° 36′ S, 10° 00′ O / 2.6°S,10.0°O | 3 km     |
| G       | 6° 12′ S, 7° 54′ O / 6.2°S,7.9°O   | 5 km     |
| N       | 5° 36′ S, 5° 42′ O / 5.6°S,5.7°O   | 6 km     |
| R       | 4° 42′ S, 7° 00′ O / 4.7°S,7.0°O   | 24 km    |
| T       | 5° 12′ S, 7° 30′ O / 5.2°S,7.5°O   | 4 km     |
| U       | 3° 12′ S, 8° 06′ O / 3.2°S,8.1°O   | 4 km     |
| W       | 6° 30′ S, 5° 36′ O / 6.5°S,5.6°O   | 11 km    |